# Entotsu no mieru basho
Entotsu no mieru basho (煙突の見える場所?) è un film del 1953 diretto da Heinosuke Gosho.
Il soggetto è tratto dal romanzo Mujaki na hitobito dello scrittore giapponese Rinzo Shiina.
È stato presentato in concorso alla 3ª edizione del Festival di Berlino, dove si è aggiudicato il Premio Speciale del Senato di Berlino.

## Trama
La vita ordinaria di due coppie che vivono a Senju, un quartiere industriale di Tokyo: Ryukichi, un onesto grossista di calzature, la moglie Hiroko il cui precedente matrimonio è terminato a seguito della scomparsa del marito durante la guerra, l'agente del fisco Kenzo e la vivace moglie Senko.

## Distribuzione
In Giappone il film fu distribuito nei cinema a partire dal 5 marzo 1953. In anni recenti è stato proiettato al Tokyo International Film Festival (ottobre 2007) e al Japanese Film Festival di Singapore (5 luglio 2011).

## Riconoscimenti
- 1953 - Festival internazionale del cinema di Berlino
  - Premio speciale del Senato di Berlino
- 1954 - Blue Ribbon Awards
  - Blue Ribbon Award per la miglior fotografia a Mitsuo Miura
- 1954 - Mainichi Film Concours
  - Premio al miglior attore non protagonista a Hiroshi Akutagawa
  - Premio alla miglior colonna sonora a Yasushi Akutagawa